# Sechseläuten

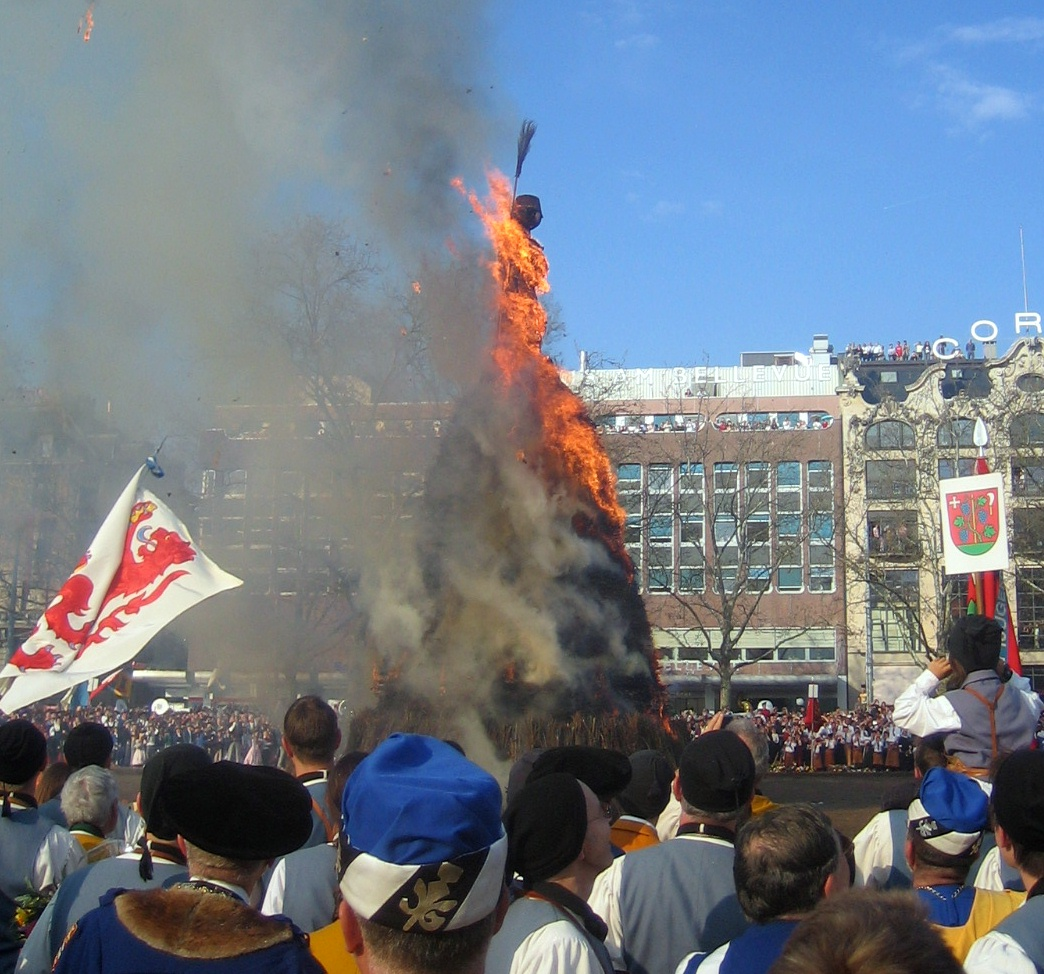
Sechseläuten-bålet.

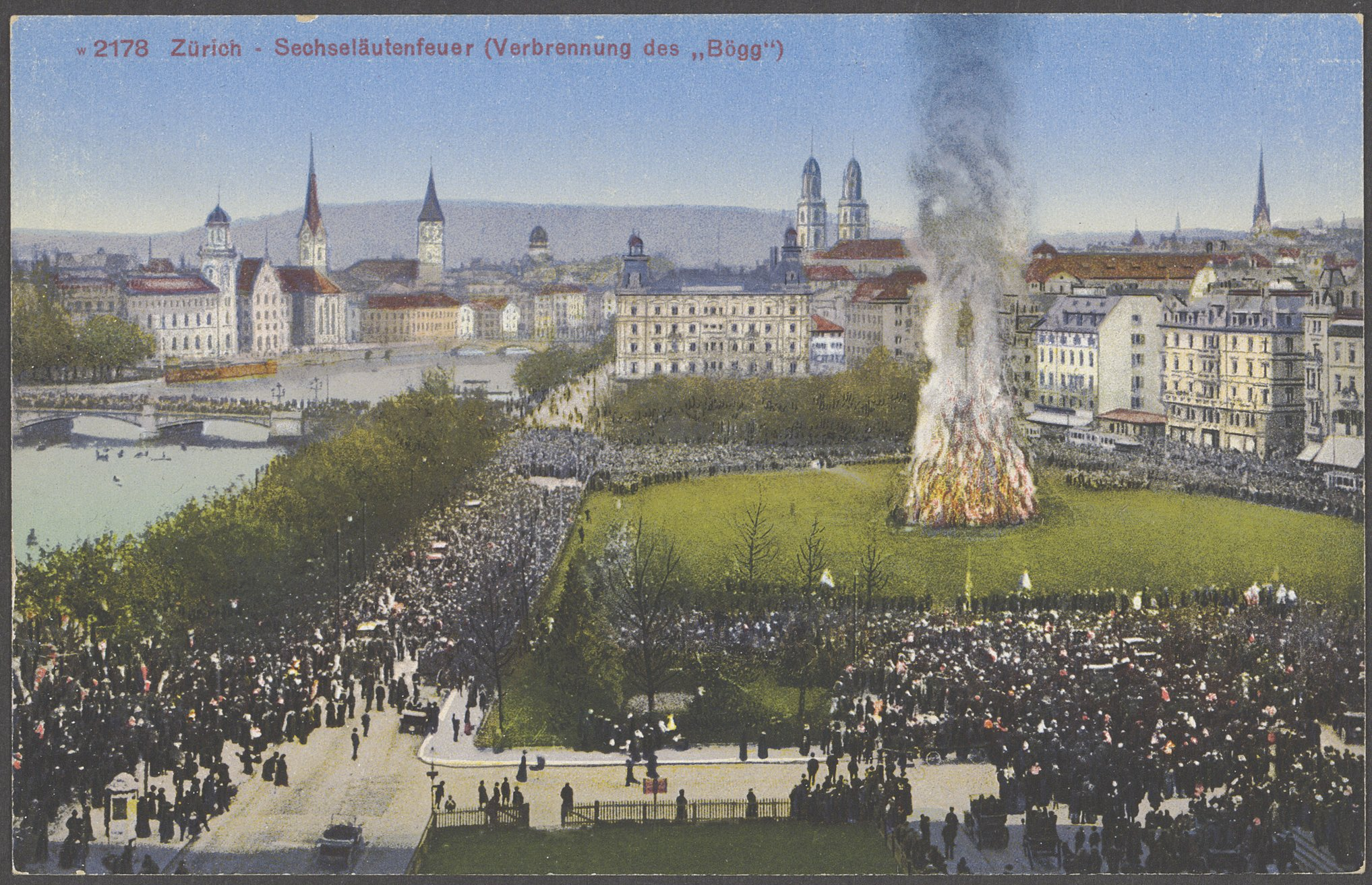
Böög-bålet, bild från cirka 1900.

Sechseläuten är en högtid som firas i Zürich vid vårens ankomst en måndag i mitten av april. På dagen är det parad med männen i stadens traditionella hantverksgillen, numera föreningar som samlas i sina respektive, ofta pampiga, byggnader - så kallade Zunfthaus. Männen bär traditionella högtidsdräkter och stadens invånare står längs paradvägen för att dela ut blommor till gillemedlemmarna. Sedan kvinnor på femtiotalet förbjöds att gå med i tåget skapades även ett gille med kvinnor, Fraumünster, som dock bara får påbörja sin rundtur i staden före den officiella paradstarten. Höjdpunkten på denna stadsfest är när man framåt kvällen bränner en snögubbeliknande trasdocka som kallas Böögg. Den är preparerad med fyrverkeripjäser och ju snabbare "Böögen" exploderar, desto finare ska den kommande sommaren bli'.